# Beta-karbolin
β-Karbolin (9H-pirido[3,4-b]indol, norharman) je heterociklično jedinjenje koje sadrži azot. On je osnova klase jedinjenja poznatih kao β-karbolini.

## Struktura
β-Karbolin pripada grupi indolnih alkaloida i sadrži piridinski prsten koji je kondenzovan sa indolnim skeletonom. Struktura β-karbolina je slična sa triptaminom, gde je etilaminski lanac prespojen sa indolnim prstenom putem dodatnog ugljeničnog atoma, da proizvede strukturu sa tri prstena. Biosinteza β-karbolina sledi put koji počinje od analognih triptamina. Različiti nivoi zasićenja su mogući u trećem prstenu, što je označeno u donjoj strukturnoj formuli obojenim dvostrukim vezama:

## Primeri β-karbolina
Neki od važnijih β-karbolina su navedeni u ovoj tabeli.
| Kratko ime       | Crvena veza | Plava veza |   |   |   | Struktura         |
| β-Karbolin       | ×           | ×          |   | H |   | β-Carboline       |
| Triptolin        |             |            |   | H |   | Triptolin         |
| Pinolin          |             |            |   | 3 |   | Pinolin           |
| Harman           | ×           |            | 3 |   |   | Harman            |
| Harmin           | ×           | ×          | 3 |   | 3 | Harmine           |
| Harmalin         | ×           |            | 3 |   | 3 | Harmaline         |
| Tetrahidroharmin |             |            | 3 |   | 3 | Tetrahydroharmine |

## Spoljašnje veze
- Beta-Carbolines на 
- Farzin D, Mansouri N (2006). „Antidepressant-like effect of harmane and other beta-carbolines in the mouse forced swim test”. Eur Neuropsychopharmacol. 16 (5): 324—8. PMID 16183262. doi:10.1016/j.euroneuro.2005.08.005.